# Dylogia
Dylogia – cykl literacki składający się z dwóch utworów, z których każdy stanowi zamkniętą całość.
Przykładem dylogii jest Miecz kagenowy; opowieść o Kryście, niekoronowanej królowej Zachodniego Pomorza Bolesława Mrówczyńskiego, składający się z Armii milczącej i Dni chwały. Znaną dylogią są powieści historyczne Heinricha Manna Młodość króla Henryka IV i Lata dojrzałe króla Henryka IV. W przypadku polskiego filmu charakterystycznym przykładem dylogii jest Celuloza i Pod gwiazdą frygijską Jerzego Kawalerowicza lub dylogia Sztos Olafa Lubaszenko.